# گزدز
گزدز یک روستا در ایران است که در بخش مرکزی شهرستان سربیشه واقع شده‌است. گزدز ۳۷۹ نفر جمعیت دارد.